# NEC SX-Aurora TSUBASA

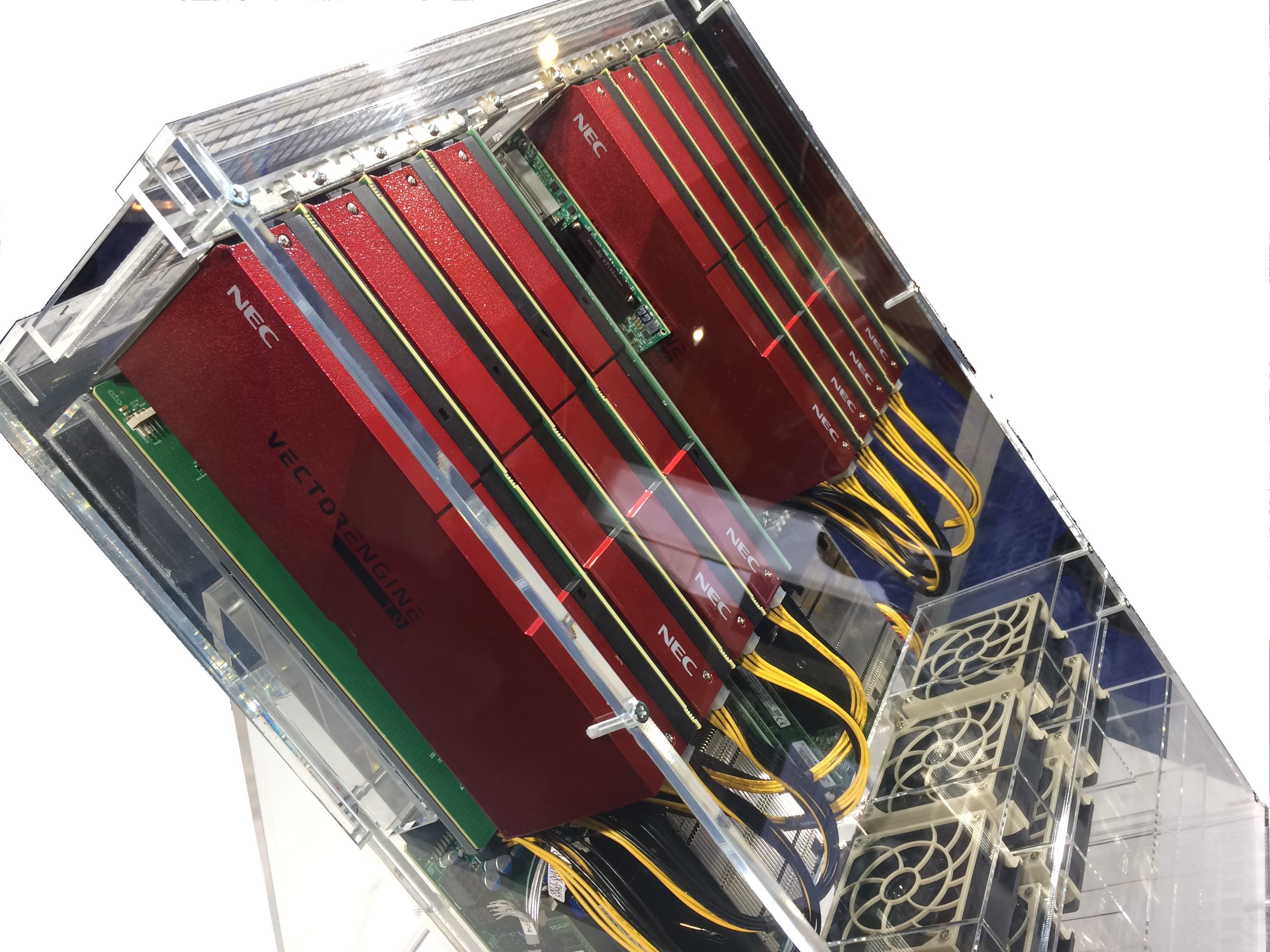
NEC SX-Aurora TSUBASA A300-8サーバー、SC'17のデンバーでNECブースに展示されている8つのベクトルエンジン

NEC SX-Aurora TSUBASAはNECが2017年に発売したベクトル型スーパーコンピュータシリーズである。SXシリーズの最新モデルグループとして位置付けられている。

## 概要
SX-Aurora TSUBASAは、従来のSXシリーズから大きな設計変更が行われた。最も特徴的な点は、「ベクトルエンジン」をPCI Expressカードとして設計したことである。また、管理側の「ベクトルホスト」には同社の「スカラ型HPC」と呼ばれるx86サーバが採用された。OSについても、従来のSUPER-UXからカスタム版Linuxへと移行している。
この設計変更により、最小構成（ベクトルカード1枚のA100）では空冷方式でタワー型で提供されるようになった。これは、従来のSXシリーズにはなかった形態である。

## 技術仕様
SX-Aurora TSUBASAのベクトルエンジンは、カード1枚に1個のプロセッサモジュールを搭載している。このモジュールは1枚のプロセッサチップと6枚のHBM2メモリチップで構成されている。プロセッサチップには8つのベクトル演算コアが搭載され、1.6GHzで動作する。これにより、コアあたり307 GFLOPS、メモリ帯域は150GB/sを実現している。
結果として、1枚のカードで2.45 TFLOPSの理論性能と1.2TB/sのメモリ帯域を達成している。システム構成は、ローエンドのタワー型空冷A100システムから、ミッドレンジのラックマウントA300シリーズ（2、4、8プロセッサ）、そしてハイエンドの64プロセッサ以上を搭載するラック型液冷システムまで、幅広いラインナップが用意されている。

## 製品の進化
2017年の初代モデル発表以降、SX-Aurora TSUBASAは継続的に進化を続けている。2019年のSupercomputing 2019では、最上位ベクトルエンジンType 10AEが発表された。このモデルでは動作周波数が1.584GHzに向上し、8コアベクトルプロセッサの倍精度理論演算性能は2.43TFLOPS、メモリ帯域は1.35TB/sに達している。
さらに2020年には、水冷式で高密度化と高性能化を実現した機種が発表され、最上位機種の置き換えが行われた。これにより、データセンター向けの需要にも対応できるようになった。

## 主な採用事例
SX-Aurora TSUBASAは、様々な研究機関や気象機関で採用されている。2019年6月にはドイツ気象局の気象予測システム、高エネルギー加速器研究機構、国立環境研究所での採用が発表された。2020年9月には次世代地球シミュレータを受注し、2021年3月より実運用が開始されている。これらの採用は、SX-Aurora TSUBASAの高い演算性能と大規模シミュレーション能力が評価された結果といえる。

## 関連ソフトウェア
SX-Aurora TSUBASAのシステムソフトウェアには、ベクトルコンパイラ、分散並列化ソフト、並列ファイルシステム、ジョブスケジューラなどが含まれる。これらのソフトウェアは、ハードウェアの高い性能を最大限に引き出すために最適化されている。